# Andreas Pereira
Andreas Hugo Hoelgebaum Pereira (Duffel, Bèlgica, 1 de gener de 1996) és un futbolista professional belga d'origen brasiler. Juga com a migcampista i el seu actual equip és el Manchester United FC.